# Zwölf Minuten nach Zwölf
Zwölf Minuten nach Zwölf ist eine reichsdeutsche Kriminalkomödie von Johannes Guter mit Geraldine Katt, Ursula Herking und René Deltgen in den Hauptrollen. 

## Handlung
Die Stockholmer Jurastudentin Ingrid Barko ist eine begeisterte Hobbykriminalistin. Wann immer es ihre Zeit erlaubt, besucht sie Gerichtsverhandlungen, um zu lernen und zu sehen, wie es den „bösen Jungs“ juristisch an den Kragen geht. Wieder einmal ist sie bei einer Verhandlung dabei. Diesmal geht es um zwei Komplizen eines Juwelendiebes, dessen Identität bislang nicht geklärt ist. Während des Prozesses macht die Zuschauerin Bekanntschaft mit einem geheimnisvollen jungen Mann, der sich als Niels Terström vorstellt. Dass er zwei angeblich antike Brillantringe dabei hat, die er ihr auch noch zeigt, macht ihn in Ingrids Augen natürlich sofort verdächtig, Mitglied dieser Bande zu sein, womöglich auch noch der „große Unbekannte“ und Kopf der Räuberbande!
Eines Tages lernt Ingrid den Juwelier Anders kennen, der in seinem Schaufenster einen fetten Klunker ausgestellt hat, der 75.000 Schwedische Kronen kosten soll. Sie betritt das Geschäft und bittet den Juwelenhändler, ihr den Brillanten, der einem Einlieferer namens Michalski gehören soll, zu zeigen. Anschließend tauscht Anders den Edelstein aus und verschwindet mit dem echten Schmuckstück zu seinem Tresor, während er ein Duplikat, eine Imitation, wieder in das Schaufenster stellt. Diese kurze Zeit der Abwesenheit von Anders nutzt Ingrid, um sich im Geschäft zu verstecken. Denn plötzlich kommt es – es ist zwölf Minuten nach zwölf – zu einem Überfall. Ausgerechnet jener Niels Terström aus dem Zuschauerraum des Gerichtssaals betritt das Geschäft und verlangt von Anders, ihm den wertvollen Edelstein auszuhändigen. Der ganze Raubzug geht ausgesprochen gesittet über die Bühne. Anders übergibt dem Räuber die Imitation aus dem Schaufenster. Plötzlich taucht die Polizei auf und verpasst Terström ein Paar Handschellen. Da zeitgleich Ingrid ihre Hand in dessen Tasche auf der Suche nach dem entwendeten Diebesgut wandern ließ, klickt nun auch um ihr Handgelenk eine Handschelle. Damit sind die beiden jungen Leute aneinander gefesselt.
Niels schlägt den ihn verhaftenden Polizist jedoch nieder und türmt, mit der ebenso widerwilligen wie an ihn gefesselten Ingrid im Gepäck, aus dem Geschäft hinaus und in ein angrenzendes Café hinein. Die aneinander Gefesselten verstehen sich trotz der misslichen Situation recht gut, sodass Irene ihre Freundin Nelly anrufen darf, nachdem Terström mit seinem Kumpan Jensemann telefoniert hat. Niels Terström will mit Ingrid im Zug nach Oslo fliehen und an Bord Jensemann treffen. Deswegen bestellt Ingrid, die nun fest davon überzeugt ist, dass Niels und Jensemann zur Diebesbande gehören, Nelly zum Bahnhof. Während der Zugfahrt beziehen Ingrid und Niels ein gemeinsames Abteil. Der Schlafwagenschaffner hält die beiden für ein Pärchen auf Hochzeitsreise und sorgt dafür, dass die Zwei nicht gestört werden. So kann sich weder Niels mit Jensemann noch Ingrid mit Nelly, die gleichfalls den Zug bestiegen hat, treffen. Die traute Zweisamkeit zwischen dem mutmaßlichen Juwelendieb und der Jurastudentin führt dazu, dass sich die beiden ineinander verlieben. Niels sieht den Zeitpunkt gekommen, Ingrid über seine wahre Identität reinen Wein einzuschenken und gesteht ihr, dass er in Wahrheit der Stockholmer Kriminalkommissar Bergmann sei.
Der gesamte Überfall auf das Juwelengeschäft sei eine große Farce gewesen. Man habe ihn inszeniert, um die wahren Verbrecher auf sich aufmerksam zu machen. Bergmann hofft, dass die eigentliche Juwelenbade nun versuchen werde, den von ihm entwendeten Klunker auf der Fahrt nach Stockholm abzujagen. Dabei wolle er den Kopf der Bande festnehmen. Bald geraten die Dinge in Bewegung. Ein gewisser Herr Griffen betritt das Abteil. Er ist in Wahrheit der Kopf der Gang. Griffen behauptet gegenüber Ingrid, er sei der echte Kommissar Bergmann und Terström / Bergmann ein Betrüger bzw. Juwelendieb. Er nimmt den beiden den falschen Diamanten ab und entschwindet. Dann kommt auch noch Nelly hinzu und öffnet mit dem Schlüssel, den sie von Jensemann, wie der echte Bergmann gleichfalls bei der Polizei tätig, erhalten hat, die Handschellen. Beide Frauen entschwinden angesichts der Konfusionen schnellstmöglich dem Zugabteil. Zwischen Niels und Griffen kommt es zu einem kurzen Handgemenge. Wenig später verlässt der Schurke den Zug. Kurz darauf fährt Kommissar Niels Bergmann zur Villa jenes Diamanten-Einlieferers Michalski und muss mit Erstaunen feststellen, dass er und Griffen ein und dieselbe Person sind. Michalski alias Griffen wollte beim Verschwinden des Diamanten die hohe Versicherungssumme kassieren. Der echte Edelstein befand sich jedoch die ganze Zeit in Juwelier Anders’ Hosentasche, während das gestohlene Objekt der Begierde – erst in Niels’, dann in Ingrids Besitz – die ganze Zeit nicht mehr als eine wertlose Glaskugel war.

## Produktionsnotizen
Die Dreharbeiten zu Zwölf Minuten nach Zwölf begannen am 8. Mai 1939 und endeten im darauffolgenden Monat. Der Film wurde am 27. September 1939 in Dresden uraufgeführt. Die Berliner Premiere war am 31. Mai 1940 im Atrium- und UFA-Theater Friedrichstraße.
Herstellungsgruppenchef Ulrich Mohrbutter übernahm auch die Produktions- und Herstellungsleitung. Herbert Frohberg gestaltete die Filmbauten. Igor Oberberg assistierte Chefkameramann Werner Krien, Horst von Harbou fertigte die Standfotos an.
Der sehr preisgünstige Film kostete lediglich rund 356.000 RM und spielte bis Januar 1941 etwa 1.117.000 RM ein. Damit galt Zwölf Minuten nach Zwölf als großer Kassenerfolg.

## Kritiken
Das kleine Volksblatt resümierte: „Mag vielleicht auch der Einfall, daß eine blutjunge Studentin der Jurisprudenz von dem Fimmel befallen wird, Verbrecher zu entlarven, ein wenig ausgerissen erscheinen, die messerscharfe Logik der eigentlichen Handlung, die vielen höchst spannenden und dramatischen Begebenheiten sowie eine tüchtige Portion besten Humors entschädigen dafür restlos. (…) Geraldine Katt als Ingrid Barko lieb und süß; ganz hervorragend Ursula Herking, die auch jeder anderen großen Rolle gewachsen ist. Ausgezeichnet und voll künstlerischer Eigenart René Deltgen, der uns über sein wahres Gesicht so lange zu täuschen vermag.“

„Kleine Kriminalkomödie, die einiges Vergnügen bereitet.“